# Sayyid Qutb
Sayyid al-Qutb Ibrahim ou simplesmente Sayyid Qutb (em árabe: سيد قطب‎) - 8 de outubro de 1906 - 29 de agosto de 1966) foi um poeta, ensaísta, crítico literário egípcio e ativista político e militante radical muçulmano, ligado à Irmandade Muçulmana, uma das principais entidades fundamentalistas islâmicas.
O pensamento de Qutb é considerado por muitos historiadores como uma das principais influências formadoras da Al-Qaeda, notadamente das duas figuras centrais da organização, Ayman al-Zawahiri e Osama bin Laden. Qutb foi um dos teóricos fundamentais do islamismo e o ideólogo da Irmandade Muçulmana.
Sua obra foi traduzida para o farsi (persa) pelo próprio Aiatolá Khomeini e suas ideias, desde a revolução islâmica de 1979, têm sido colocadas em prática no Irão.

## Ideário e influências
Foi considerado um dos principais teóricos do islamismo moderno e assentava sua visão política e ideológica no que entendia ser a necessidade de "limpeza" da sociedade muçulmana de qualquer influência ocidental. Além disso, pregava que os Estados muçulmanos contemporâneos seriam regimes ímpios e apóstatas, ao aplicar leis seculares e laicas ao invés da sharia, instituída por Allah.
Seu pensamento político literalista e revivalista fundamenta-se na ideia de que os homens devem ser governados pelas leis extraídas do Corão (a Sharia), que provêm de Deus e não por suas próprias leis. A autoridade política, segundo essa concepção integrista, deve ser exercida por conselhos de doutores na Sharia.
Em seu mais influente livro, Marcos ao Longo do Caminho (Maalim fil Tarik), escrito em 1964, na prisão, Qutb explicita o seu conceito político anti-ocidental mais conhecido: a jahilya, ou ignorância pagã e rebelião contra Alá. Segundo ele, a "religião é realmente a declaração universal da liberdade do homem  sobre a servidão imposta por outros homens e da servidão aos seus próprios desejos, que é uma outra forma de servidão humana; é uma declaração segundo a qual a soberania pertence a Alá apenas e que somente Ele é o senhor de todos os mundos" Ainda conforme Qutb: "todo sistema no qual as decisões finais estão referidas aos seres humanos e nos quais as fontes da autoridade são humanas, deificam os seres humanos por designarem outros que não Alá como soberanos sobre os homens. Essa declaração quer dizer que a autoridade usurpada de Alá deve ser reconduzida a Ele e que os usurpadores devem ser expulsos - aqueles que por si próprios elaboram leis para outros seguirem, assim elevando-se ao estatuto de senhores e reduzindo os outros ao estatuto de escravos. Em suma, proclamar a autoridade e a soberania de Alá significa eliminar todo o domínio humano e anunciar a lei Daquele Que Sustenta o universo sobre o mundo inteiro. ".
No entanto, alguns críticos questionam seu entendimento da Sharia e condenam muitas de suas idéias, como justiça social e  sobre a  escravidão como influências ocidentais. Eles acusam Qutb de amadorismo acadêmico, uso exagerado de ijtihad, inovação em  Ijma, e erros diversos em aqeedah (crença) e manhaj (metodologia).
Sayyid Qutb considerava que a Jihad é uma característica essencial do Islão, ordenada  por Alá no Alcorão. Ela é necessária para "acabar com a tirania e introduzir a verdadeira liberdade da humanidade...a Jihad deve assegurar  a liberdade total para todos os homens em todo o mundo, libertando-os da servidão a outros seres humanos para que ele possa servir a Alá". Isto aplicar-se-ia também aos estados muçulmanos da época, incluindo o Egipto, que se teriam afastado do verdadeiro Islão, estando portanto num estado de Jahiliyyah, isto é, a "idade da ignorância", o termo usado no Islão para designar a sociedade árabe antes do surgimento de Maomé. S.Qutb cita também em seu apoio vários versos do Alcorão, como a Sura 9 (Sura at-Tawba), o chamado "verso da espada".